# Rosalio Martires
Rosalio D. Martires, detto Yoyong (Catbalogan, 9 settembre 1946 – Makati, 18 giugno 2024), è stato un cestista, attore e politico filippino.

## Carriera
Con le Filippine disputò i Giochi olimpici di Monaco 1972 e i Campionati del mondo del 1974.